# Djanpala
Djanpala (ou Djampala) est une localité du Cameroun située dans le canton de Djoundé, dans la commune de Mora, dans le département du Mayo-Sava et la région de l'Extrême-Nord.  

## Géographie
Djanpala se situe à l'extrême nord du département, à une vingtaine de kilomètres à l'Est de Mora, à proximité de la frontière avec le Nigeria et à proximité du parc national de Waza. En 1972, Djanpala était inaccessible en voiture.

## Population
En 1967, on comptait 191 personnes dans la localité.
Lors du recensement de 2005, 456 personnes y ont été dénombrées, dont 231 hommes et 225 femmes.

## Ethnies
On trouve à Djanpala des populations Mandara, Bornouan (ou Kanouri) et Mada.